# Nesselberg (Calenberger Bergland)

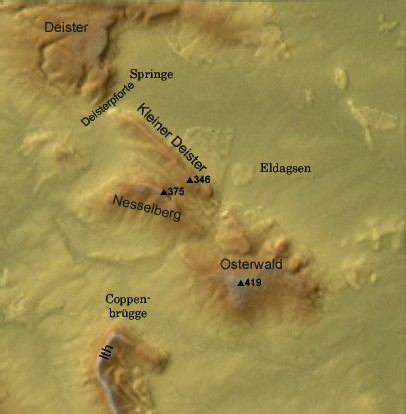
Deister, Kleiner Deister, Nesselberg, Osterwald und Ith mit Springe, Eldagsen und Coppenbrügge

Der Nesselberg ist ein bis 378,2 m ü. NHN hoher Höhenzug des Calenberger Berglands und bildet zusammen mit dem Kleinen Deister und dem Osterwald eine Gruppe von drei aneinandergrenzenden Gebirgszügen im nördlichsten Teil des Leineberglands. Er liegt zwischen den jeweils etwas entfernten Kernorten der Stadt Springe und des Fleckens Coppenbrügge in der Region Hannover und im Landkreis Hameln-Pyrmont in Niedersachsen.

## Geographie

### Lage
Der Nesselberg befindet sich etwas nördlich von Coppenbrügge, direkt südlich des Kleinen Deisters und nordwestlich des Osterwaldes. Er breitet sich nördlich des Gelbbach-Tales aus, durch das die Landesstraße 422 von Eldagsen nach Coppenbrügge verläuft. Unmittelbar östlich dieses Tales schließt sich der Osterwald an. Auf dem Kamm des Nesselbergs verläuft die Grenze zwischen der Region Hannover und dem Landkreis Hameln-Pyrmont; die zu letzterem gehörenden Höhenzugteile befinden sich im Naturpark Weserbergland Schaumburg-Hameln.
Auf dem Sattel zwischen dem Nesselberg und Kleinen Deister, und damit zwischen den Wolfsköpfen im Nordosten und dem Grasberg im Südwesten, steht die alte Wolfsbuche (mit Wandererparkplatz); dort entspringt der Schwarze Bach, ein Zufluss des Alten Gehlenbachs. Beide Höhenzüge werden eingefasst von der Kernstadt Springe, den Springer Stadtteilen Altenhagen I und Eldagsen sowie den Coppenbrügger Gemeindeteilen Brünnighausen und Dörpe.

### Naturräumliche Zuordnung
Der Nesselberg liegt in der naturräumlichen Haupteinheitengruppe Weser-Leine-Bergland (Nr. 37), in der Haupteinheit Calenberger Bergland (378) und in der Untereinheit Süd-Hannoversche Berge (378.3) auf der Grenze der Naturräume Kleiner Deister (378.33) und Osterwald (mit Nesselberg) (378.34).

### Berge
Zu den Bergen des Nesselbergs gehören − sortiert nach Höhe in Meter (m) über Normalhöhennull (NHN):
- Grasberg (378,2 m)
- Mangel (374,9 m)
- Schierenbrink (372,2 m)
- Bolleser (ca. 300 m)

## Geologie
Der Nesselberg ist von ausstreichenden Sandsteinen, Schluffsteinen und Tonsteinen, zum Teil mit Einlagerungen von Steinkohle gekennzeichnet. Es sind die so genannten Obernkirchen-Schichten (Wealden) der Unterkreide.

## Schutzgebiete
Auf dem Nesselberg liegen Teile des Naturschutzgebiets Saupark (CDDA-Nr. 30110; 1954 ausgewiesen; 24,448 km² groß). Bis auf Ausläufer des Höhenzugs reichen solche der Landschaftsschutzgebiete Osterwald-Saupark (CDDA-Nr. 323574; 1972; 16,094 km²) und Nördlicher Osterwald und Umgebung (CDDA-Nr. 323273; 1972; 18,16 km²).

## Sehenswürdigkeiten und Freizeit
Auf dem Nesselberg sind Überreste der Kukesburg (Wallburg) bei Altenhagen I zu besichtigen. Die bei dieser Ortschaft gelegenen Steinbrüche beschäftigten nach 1900 an die 400 Bergleute, die hier den wertvollen Nesselbergsandstein brachen. Der hervorragende Architekturstein von hellweißgelber Farbe wurde unter anderem für das Opernhaus und Neue Rathaus von Hannover sowie für das Reichstagsgebäude in Berlin verwendet.
Vom nördlich gelegenen Kleinen Deister reicht der Saupark Springe bis auf den Kamm des Nesselbergs (Eingang am Hirschtor). Ein Teil der rund 16 km langen und etwa 2 m hohen Sandsteinmauer des Parks verläuft über den Kamm des Nesselbergs.
Über den Höhenzug und den benachbarten Kleinen Deister führt von Nord nach Süd ein Teil des Roswithaweges, einem Fernwanderweg von Nienburg/Weser nach Bad Gandersheim.